# غارودا إندونيسيا
غارودا إندونيسيا (بالإندونيسية: Garuda Indonesia)‏ هي شركة الطيران الوطنية في إندونيسيا، يقع مقرها الرئيسي في العاصمة جاكرتا، وتتخذ من مطار سوكارنو هاتا الدولي مركزاً لعملياتها، تأسست غارودا إندونيسيا في 26 يناير 1949، وتمتلكها الحكومة الإندونيسية بالكامل، تقدم الشركة خدماتها إلى 50 وجهة في آسيا، أوروبا، أمريكا الشمالية ومنطقة الشرق الأوسط بأسطول طائرات يتعدى الستين طائرة من طرازات مختلفة وبحسب تصنيف سكاي تراكس أن جارودا أندونيسيا 8 أفضل شركة طيران في العالم .

## وصلات خارجية
- الموقع الرسمي للشركة (بالإنجليزية)
- تفاصيل أسطول غارودا إندونيسيا (بالإنجليزية)